# Dopachrome
Le L-dopachrome est un métabolite de la biosynthèse de la mélanine dans les mélanocytes. Il s'agit d'un composé rouge résultant de l'oxydation du L-leucodopachrome, qui est, lui, incolore. Le dopachrome est tautomérisé en acide 5,6-dihydroxyindole-2-carboxylique (DHICA) par la dopachrome tautomérase (TRP-2, EC 5.3.3.12).